# Santa Rosa (ciruela)
Santa Rosa es una variedad cultivar de ciruelo (Prunus salicina), de las denominadas ciruelas japonesas.
Una variedad que crio y desarrolló a  principios del siglo XX Luther Burbank en Santa Rosa (California), siendo un híbrido complejo de Prunus salicina x Prunus simonii x Prunus americana. 

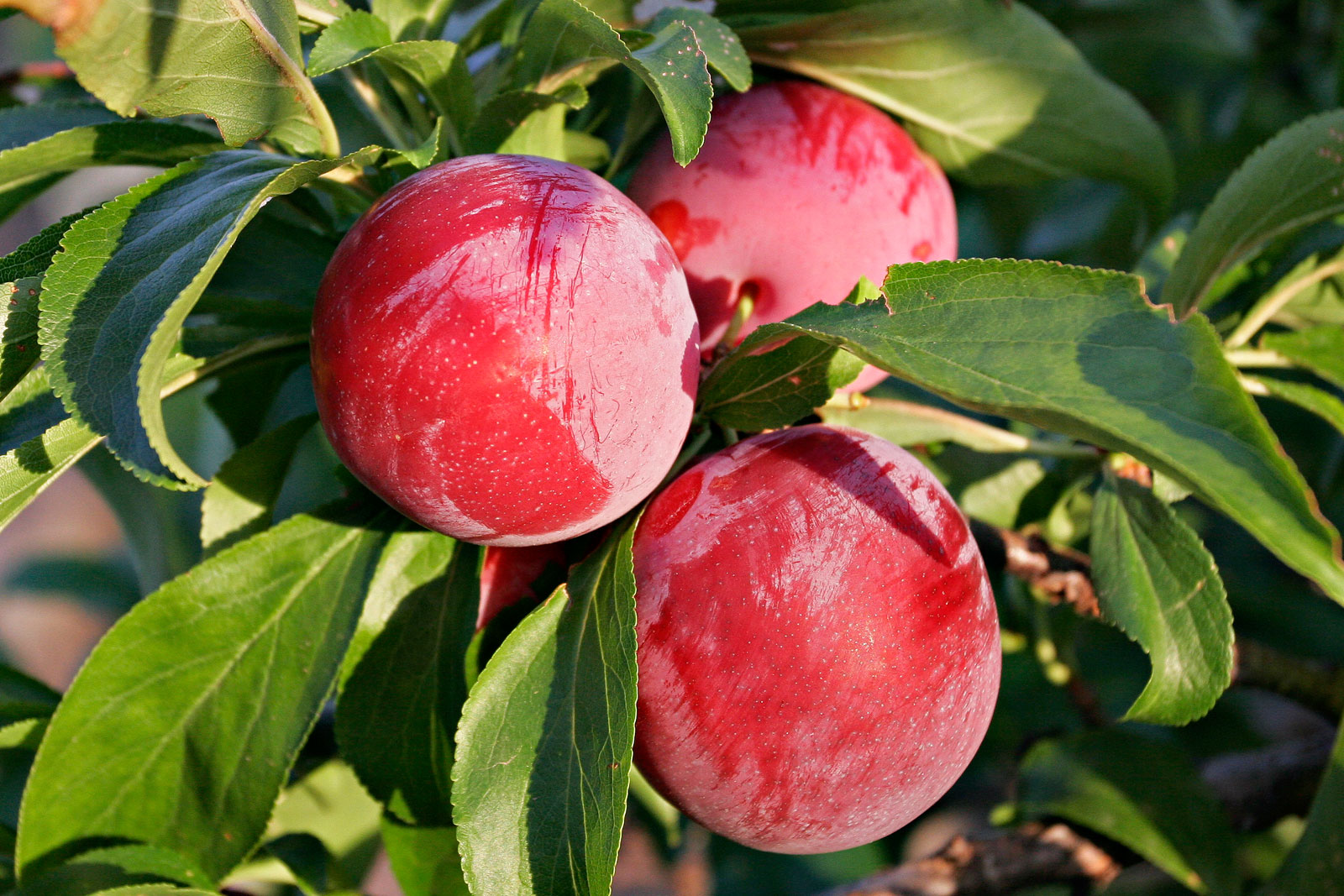
Ciruelas 'Santa Rosa'.

Las frutas tienen una pulpa bastante suave, muy jugosa, con un sabor dulce y ligeramente agrio muy adecuado para platos dulces y salados. Tolera las zonas de rusticidad según el departamento USDA, de nivel 5 a 9.

## Historia
'Santa Rosa' variedad de ciruela, de las denominadas ciruelas japonesas con base de Prunus salicina, que fue desarrollada y cultivada por primera vez en el jardín del famoso horticultor Luther Burbank en Santa Rosa (California) mediante una hibridación compleja de Prunus salicina x Prunus simonii x Prunus americana. Burbank realizaba investigaciones en su jardín personal y era considerado un artista del fitomejoramiento, que intentaba muchos cruces diferentes mientras registraba poca información sobre cada experimento.
Las ciruelas de Santa Rosa se desarrollaron a principios del siglo XX, y recibieron su nombre de Santa Rosa, una ciudad en el condado de Sonoma en el norte de California. Fueron introducidas en los circuitos comerciales en 1906.
'Santa Rosa' está cultivada en California, Australia, Israel, y España.

## Características
'Santa Rosa' árbol medio y vigoroso, siendo su fuerte crecimiento erguido una característica notable de la variedad, extendido, bastante productivo. Flor blanca, parcialmente autocompatible en su polinización, buenos polinizadores son 'Golden Japan', 'Friar' y 'Laroda', está considerada buena polinizadora para otras variedades, y puede tener una floración muy extendida según las condiciones climáticas, que tiene un tiempo de floración que comienza a partir del 18 de abril con el 10% de floración, para el 21 de abril tiene una floración completa (80%), y para el 8 de mayo tiene un 90% de caída de pétalos. Es auto estéril necesita un polinizador adecuado.
'Santa Rosa' tiene una talla de fruto mediano a grande, de forma redonda a ovalada con una línea de sutura prominente que se extiende desde el tallo hasta la base, de 4 a 8 centímetros de diámetro; epidermis tiene una piel delgada, delicada, tersa y suave con un color base brillante de rojo oscuro a púrpura, cubierta de lenticelas blancas y una infusión púrpura opaca, debajo de la superficie; pulpa muestra un centro amarillo anaranjado que rodea el hoyo y se oscurece a un tono rojo anaranjado justo debajo de la piel, y tiene una textura jugosa y derretida. A diferencia de muchas otras ciruelas, 'Santa Rosa' tiene un sabor dulce y ligeramente agrio muy adecuado para usos culinarios tanto para platos dulces, como salados. Las ciruelas se pueden comer crudas o cocidas, y se puede dejar la piel para darle un sabor ácido o quitarla para darle un sabor más dulce.
Hueso adherente, pequeño, elíptico, aplanado, surcos poco marcados, superficie rugosa.
Su tiempo de recogida de cosecha se inicia en su maduración de principios a mediados de septiembre.

## Usos
Una buena ciruela de postre fresco en mesa, y numerosas aplicaciones culinarias.

## Enfermedades
Susceptibilidad a algunas enfermedades bacterianas y al escaldado de la hoja del ciruelo.